# Rita Kuti Kis
Rita Kuti Kis (Lengyeltóti, 13 februari 1978) is een voormalig tennisspeelster uit Hongarije. Zij begon met tennis toen zij zes jaar oud was. Haar favoriete ondergrond is gravel. Zij speelt linkshandig en heeft een tweehandige backhand. Zij was actief in het proftennis van 1991 tot en met 2006.

## Loopbaan

### Enkelspel
Kuti Kis debuteerde in 1991 op het ITF-toernooi van Lyss (Zwitserland). Zij stond in 1992 voor het eerst in een finale, op het ITF-toernooi van Athene (Griekenland) – hier veroverde zij haar eerste titel, door de Duitse Claudia Timm te verslaan. In totaal won zij vier ITF-titels, de laatste in 1998 in Spoleto (Italië).
In 1996 kwalificeerde Kuti Kis zich voor het eerst voor een WTA-hoofdtoernooi, op het toernooi van Boedapest. Zij bereikte de halve finale. Zij stond in 1999 voor het eerst in een WTA-finale, op het toernooi van Lissabon – zij verloor van de Sloveense Katarina Srebotnik. In 2000 veroverde Kuti Kis haar enige WTA-titel, op het toernooi van São Paulo, door de Argentijnse Paola Suárez te verslaan. Later dat jaar speelde zij de eerste ronde op de Olympische spelen van Sydney. Haar mooiste overwinning boekte Kuti Kis in 2001 tijdens de tweede ronde van het WTA-toernooi van Rome, waar zij toenmalig nummer vier op de wereldranglijst Jennifer Capriati versloeg.
Haar beste resultaat op de grandslamtoernooien is het bereiken van de derde ronde, op Roland Garros 2000. Haar hoogste positie op de WTA-ranglijst is de 47e plaats, die zij bereikte in juni 2000.

### Dubbelspel
Kuti Kis was in het dubbelspel minder actief dan in het enkelspel. Zij debuteerde in 1991 op het ITF-toernooi van Burgdorf (Zwitserland) samen met de Amerikaanse Mary McLaughlin. Zij stond in 1993 voor het eerst in een finale, op het ITF-toernooi van Přerov (Tsjechië), samen met landgenote Petra Mandula – zij verloren van het Tsjechische duo Ivana Jankovská en Eva Melicharová. In 1998 veroverde Kuti Kis haar eerste titel, op het ITF-toernooi van Boedapest (Hongarije), samen met landgenote Anna Földényi, door de eveneens Hongaarse Petra Gáspár en Petra Mandula te verslaan. In totaal won zij zeven ITF-titels, de laatste in 2005 in Mestre (Italië).
In 1998 kwalificeerde Kuti Kis zich voor het eerst voor een WTA-hoofdtoernooi, op het toernooi van Boedapest, samen met landgenote Zsófia Gubacsi. Zij stond in 1999 voor het eerst in een WTA-finale, op het toernooi van Lissabon, samen met landgenote Anna Földényi – zij verloren van het Spaanse koppel Alicia Ortuño en Cristina Torrens Valero. Enkele weken later speelde zij de eerste ronde van Roland Garros, samen met de Duitse Caroline Schneider. Kuti Kis veroverde nooit een WTA-titel.
Haar hoogste positie op de WTA-ranglijst is de 113e plaats, die zij bereikte in februari 2000.

### Tennis in teamverband
In de periode 1994–2003 maakte Kuti Kis deel uit van het Hongaarse Fed Cup-team – zij vergaarde daar een winst/verlies-balans van 12–9.

## Posities op deWTA-ranglijst
Positie per einde seizoen:
| jaar | rang enkelspel | rang dubbelspel |
| ---- | -------------- | --------------- |
| 1992 | 483            | –               |
| 1993 | 457            | –               |
| 1994 | 430            | 531             |
| 1995 | 716            | –               |
| 1996 | 183            | –               |
| 1997 | 274            | –               |
| 1998 | 120            | 181             |
| 1999 | 92             | 138             |
| 2000 | 56             | 209             |
| 2001 | 80             | –               |
| 2002 | 168            | –               |
| 2003 | 174            | –               |
| 2004 | 236            | 314             |
| 2005 | 231            | 298             |
| 2006 | 1308           | –               |

## Palmares
| Legenda                |
| ---------------------- |
| Grandslamtoernooi      |
| Olympische Spelen      |
| Year-End Championships |
| Tier I                 |
| Tier II                |
| Tier III               |
| Tier IV & V            |

### WTA-finaleplaatsen enkelspel
| nr.              | finale     | toernooi        | ondergrond | tegenstandster     | score         |         |
| ---------------- | ---------- | --------------- | ---------- | ------------------ | ------------- | ------- |
| gewonnen finales |            |                 |            |                    |               |         |
| 1.               | 2000-02-20 | WTA São Paulo   | gravel     | Paola Suárez       | 4-6, 6-4, 7-5 | details |
| verloren finales |            |                 |            |                    |               |         |
| 1.               | 1999-04-11 | WTA Lissabon    | gravel     | Katarina Srebotnik | 3-6, 1-6      | details |
| 2.               | 2000-05-27 | WTA Straatsburg | gravel     | Silvija Talaja     | 5-7, 6-4, 3-6 | details |
| 3.               | 2001-02-25 | WTA Bogota      | gravel     | Paola Suárez       | 2-6, 4-6      | details |

### WTA-finaleplaatsen vrouwendubbelspel
| nr.              | finale     | toernooi     | ondergrond | partner       | tegenstandsters                       | score         |         |
| ---------------- | ---------- | ------------ | ---------- | ------------- | ------------------------------------- | ------------- | ------- |
| gewonnen finales |            |              |            |               |                                       |               |         |
| geen             |            |              |            |               |                                       |               |         |
| verloren finales |            |              |            |               |                                       |               |         |
| 1.               | 1999-04-11 | WTA Lissabon | gravel     | Anna Földényi | Alicia Ortuño Cristina Torrens Valero | 6-7, 6-3, 3-6 | details |
| 2.               | 2000-02-13 | WTA Bogota   | gravel     | Petra Mandula | Laura Montalvo Paola Suárez           | 4-6, 2-6      | details |

## Resultaten grandslamtoernooien
| Legenda | Legenda                          |
| ------- | -------------------------------- |
| g.t.    | geen toernooi gehouden           |
| l.c.    | lagere categorie                 |
| –       | niet deelgenomen                 |
| G       | uitgeschakeld in de groepsfase   |
| 1R      | uitgeschakeld in de eerste ronde |
| 2R      | uitgeschakeld in de tweede ronde |
| 3R      | uitgeschakeld in de derde ronde  |
| 4R      | uitgeschakeld in de vierde ronde |
| KF      | uitgeschakeld in de kwartfinale  |
| HF      | uitgeschakeld in de halve finale |
| F       | de finale verloren               |
| W       | het toernooi gewonnen            |
| w-v     | winst/verlies-balans             |

### Enkelspel
| toernooi        | 1999 | 2000 | 2001 | 2002 |
| --------------- | ---- | ---- | ---- | ---- |
| Australian Open | 1R   | 2R   | 2R   | 1R   |
| Roland Garros   | 1R   | 3R   | 1R   | 1R   |
| Wimbledon       | 1R   | 1R   | 1R   | –    |
| US Open         | 1R   | 1R   | 1R   | –    |

### Vrouwendubbelspel
| toernooi        | 1999 |
| --------------- | ---- |
| Australian Open | –    |
| Roland Garros   | 1R   |
| Wimbledon       | –    |
| US Open         | –    |